# Nanchang Q-5
Nanchang Q-5 (pinyin: Qiang-5; NATO naziv: Fantan), također poznat kao A-5 u svojim izvoznim inačicama, kineski je jednosjedni jurišni zrakoplov s dvomlaznim motorom temeljen na modelu Shenyang J-6. Zrakoplov se prvenstveno koristi za blisku zračnu potporu.
NR Kina je bila entuzijastični korisnik MiG-19, kojeg je od 1958. lokalno proizvodila kao Shenyang J-6. U kolovozu 1958. Narodnooslobodilačka vojska zatražila je razvoj mlaznog jurišnog zrakoplova za ulogu zračne potpore.
Lu Xiaopeng imenovan je glavnim dizajnerom ovog projekta. Lu je također dizajnirao borbeni avion J-12. Iako se temeljio na MiG-u-19, novi dizajn, označen kao Qiangjiji-5 (peti dizajn jurišnog zrakoplova), imao je duži trup, područje trupa da smanji transonični otpor i 4 m dugačak unutarnji prostor za oružje. Usisnici zraka pomaknuti su na strane trupa kako bi se napravilo mjesta u nosu za planirani radar za ciljanje (koji zapravo nikad nije bio ugrađen). Ugrađena su nova krila veće površine i smanjenog zamaha. Q-5 dijeli J-6 turbomlazne motore Liming Wopen WP-6 A (Tumansky RD-9). Redizajn je smanjio brzine na velikim visinama, ali Q-5 je brz kao MiG-19/J-6 na niskim razinama.
Fiksno naoružanje Q-5 smanjeno je na dva tipa 23-1 23 mm topa sa 100 metaka po topu, montiran u korijenu krila. Dva pilona ispod svakog krila i dva para tandem pilona ispod motora bila su predviđena uz odjeljak za oružje. Ukupno 1.000 kg ubojnih sredstava može se nositi interno, s dodatnih 1.000 kg izvana. Na mnogim zrakoplovima odjeljak za oružje sada se prvenstveno koristi za pomoćni spremnik goriva.
Proizvedeno je oko 1000 zrakoplova, od kojih je 600 bio ažurirani Q-5A. Mali broj, možda nekoliko desetaka, Q-5A je modificiran za nošenje nuklearnog oružja; vjeruje se da će zadržati svoj unutarnji prostor za oružje. Dugometni Q-5I, predstavljen 1983., imao je dodatni spremnik goriva umjesto unutarnjeg odjeljka za oružje, kompenzirajući to s dva dodatna potkrilna pilona. Neki od ovih zrakoplova služe u sklopu PLA mornarice i navodno su opremljeni radarom za navođenje protubrodskih projektila. Naknadne manje nadogradnje uključuju Q-5IA, s novim nišanskim sustavom za top/bombu i avionikom, te Q-5II, s prijamnikom radarskog upozorenja (RWR). 
U 1980-ima, zrakoplov se izvozio u zemlje kao što su Pakistan, Bangladeš, Myanmar, i često je poznat kao A-5 u tim zemljama.

## Specifikacije (Q-5D)
- Posada: 1
- Duljina: 15,65 m
- Raspon krila: 9,68 m
- Visina: 4,33 m
- Površina krila: 27,95 m2
- Prazna masa: 6,375 kg
- Bruto masa: 9,486 kg
- Maksimalna težina pri polijetanju: 11.830 kg
- Pogon: 2 × Liming Wopen-6A turbomlazna motora s naknadnim izgaranjem, 29,42 kN (6,610 lbf) potiska svaki suhi, 36,78 kN (8,270 lbf) s naknadnim izgaranjem

Performanse
- Najveća brzina: 1.210,23 km/h (752,00 mph, 653,47 kn)[3]
- Najveća brzina: Mach 1,12
- Domet: 2000 km (1200 mi, 1100 nmi
- Borbeni domet: 400 km (250 mi, 220 nmi) s maksimalnim teretom

- Visina leta ervisni strop: 16.500 m

Naoružanje
- Oružje: 2 × topa Norinco Type 23-2K 23 mm (0,906 in), 100 metaka po topu
- Čvrste točke: 10 (4× ispod trupa, 6× ispod krila) s kapacitetom od 2000 kg (4400 lb)
- Rakete: 57 mm, 90 mm, 130 mm nevođene raketne kapsule
- Projektili: PL-2, PL-5, PL-7 rakete zrak-zrak
- Bombe: 50 kg, 150 kg, 250 kg, 500 kg nevođene bombe
- Drugo:
  - Spremnici goriva: 400 L, 760 L, 1.100 L